# Rocky Ford (Colorado)
Rocky Ford è un centro abitato (city) degli Stati Uniti d'America, situato nella contea di Otero dello Stato del Colorado. Nel censimento del 2000 la popolazione era di 4.286 abitanti.

## Geografia fisica
Secondo i rilevamenti dell'United States Census Bureau, Rocky Ford si estende su una superficie di 4,4 km².